# Рейс 11 American Airlines 11 сентября 2001 года
Рейс 11 American Airlines 11 сентября 2001 года — пассажирский авиарейс, который оказался захвачен террористами в процессе совершения терактов 11 сентября 2001 года. Он стал первым самолётом, задействованным в теракте. Авиалайнер Boeing 767-223ER авиакомпании American Airlines выполнял ежедневный внутриконтинентальный рейс AAL11 по маршруту Бостон—Лос-Анджелес, и вылетел из аэропорта Логан в Бостоне. Потом примерно в 8:46 он атаковал Северную башню Всемирного торгового центра в Нью-Йорке. В результате катастрофы погибли все 92 человека на борту самолёта и около 1600 человек, находившихся в башне и рядом с ней.
Через 15 минут после взлёта угонщики ранили 2 стюардесс и 1 пассажира (возможно, он был убит), выломали дверь в кабину пилотов и убили командира и второго пилота. Мухаммед Атта, член террористической организации «Аль-Каида» и лицензированный коммерческий пилот, взял управление самолётом. Авиадиспетчеры поняли, что рейс 011 находится в неожиданном положении, когда самолёт перестал отвечать на запросы. Совершение захвата раскрылось, когда Атта собирался сделать пассажирам рейса 011 объявление об угоне самолёта, но вместо пассажиров оно дошло до службы УВД в Бостоне. Две стюардессы рейса 011 связались с American Airlines и сообщили о захватчиках самолёта и жертвах на борту лайнера.
Самолёт протаранил Северную башню ВТЦ в 08:46:40 EST. Свидетелями катастрофы стали тысячи человек, находившихся в тот момент на улицах неподалёку от ВТЦ. Несколько видеокамер засняли столкновение лайнера с башней, но наиболее известной записью этого тарана является видео французского кинематографиста Жюля Ноде, который ехал снимать документальный фильм. До того как стало ясно, что лайнер захвачен, журналисты называли этот инцидент «несчастным случаем». После тарана рейса 011 Северная башня загорелась и через 102 минуты (в 10:28 EST) обрушилась на соседние районы, из-за чего пострадало неизвестное количество людей. В процессе поисков останков погибших спасатели нашли в зоне катастрофы обломки рейса AAL11. Но большинство тел погибших так и не было найдено.

## Угонщики
На борту самолёта находились пять угонщиков:
- Мухаммед Атта (англ. Mohamed Atta) (Египет), 33 года — лидер угонщиков и пилот.
- Валид Аш-Шехри (англ. Waleed Al-Shehri), 22 года (Саудовская Аравия).
- Ваиль Аш-Шехри (англ. Wail Al-Shehri), 28 лет (Саудовская Аравия).
- Абдулазиз Аль-Омари (англ. Abdulaziz Al-Omari), 22 года (Саудовская Аравия).
- Сатам Ас-Суками (англ. Satam Al-Suqami), 25 лет (Саудовская Аравия).

Четверо из угонщиков были выбраны компьютерной системой изучения пассажиров «CAPPS» для дополнительного досмотра багажа на предмет выявления взрывчатых веществ. Багаж Атты был проверен ещё в Портленде, багаж Ас-Суками и обоих Аш-Шехри был выбран для проверки в Бостоне. Все, кроме Валида (он летел без багажа), предоставили свой багаж для дополнительной проверки. Выбор системы «CAPPS» не стал причиной дополнительных проверок самих угонщиков.

## Хронология событий

### Самолёт, экипаж и пассажиры
В тот день рейс AAL11 совершал Boeing 767-223ER (регистрационный номер N334AA, заводской 22332, серийный 169). Первый полёт совершил 7 апреля 1987 года, 13 апреля того же года был передан авиакомпании American Airlines. Оснащён двумя турбовентиляторными двигателями General Electric CF6-80A2. На день теракта/катастрофы совершил 11 789 циклов «взлёт-посадка» и налетал 58 350 часов.
Самолёт мог вместить 158 пассажиров, но в то утро на борту находились только 81 пассажир и 11 членов экипажа. Таким образом, самолёт был заполнен только на 58,2 %; это было больше средней заполняемости бортов рейса 011 (39 %).
Состав экипажа рейса AAL11 был таким:
- Командир воздушного судна (КВС) — 50-летний Джон А. Огоновски (англ. John A. Ogonowski). В American Airlines проработал 23 года (с 1978 года), до этого проходил службу в ВВС США, во время которой участвовал во Вьетнамской войне.
- Второй пилот — 42-летний Томас Ф. Макгиннесс-младший (англ. Thomas F. McGuinness, Jr.).

В салоне самолёта работали 9 бортпроводников:
- Барбара Дж. Арестеги (англ. Barbara J. Arestegui), 38 лет — старший бортпроводник.
- Джеффри Д. Коллман (англ. Jeffrey D. Collman), 41 год.
- Сара Э. Лоу (англ. Sarah E. Low), 29 лет.
- Карен Э. Мартин (англ. Karen A. Martin), 40 лет.
- Кэтлин Э. Никосия (англ. Kathleen A. Nicosia), 54 года.
- Бетти Э. Онг (англ. Betty A. Ong), 45 лет.
- Джин Д. Роджер (англ. Jean D. Roger), 24 года.
- Диана Б. Снайдер (англ. Diane B. Snyder), 42 года.
- Мэделин Э. Суини (англ. Madeline A. Sweeney), 35 лет.

| Гражданство | Пассажиры | Экипаж | Всего |
| ----------- | --------- | ------ | ----- |
| США         | 74        | 11     | 85    |
| Ливан       | 1         | 0      | 1     |
| Уругвай     | 1         | 0      | 1     |
| Всего       | 76        | 11     | 87    |

Среди пассажиров на борту самолёта находились:
- Дэвид Энджелл (автор и продюсер сериала «Фрейзер») и его жена Линн Энджел.
- Берри Беренсон — актриса, вдова актёра Энтони Перкинса.

Также на борту самолёта могли оказаться актёр и режиссёр Сет Макфарлейн, актёр Марк Уолберг и Лиэнн Литтрелл, жена певца группы «Backstreet Boys» Брайана Литтрелла. В итоге Макфарлейн купил билет на рейс AAL11, но опоздал на самолёт, а Уолберг и Литтрелл в последнюю минуту отказались лететь в Лос-Анджелес.

### Посадка на рейс 011
Главарь группы террористов Мухаммед Атта и Абдулазиз Аль-Омари в 05:41 11 сентября 2001 года прибыли в джетпорт Портленда. В 06:00 оба вылетели на рейсе CJC 5930 авиакомпании Colgan Air в аэропорт Логан в Бостоне. Оба захватчика летели в бизнес-классе; Атта зарегистрировал на этот рейс две сумки, Аль-Омари летел без багажа. Когда они регистрировались, система CAPPS выбрала Атту на проверку его багажа, но там ничего противозаконного не было найдено. В 06:45, после 45-минутного перелёта, Атта и Аль-Омари прибыли в Бостон. В это же время в аэропорт Логан прибыли остальные 3 захватчика — Валид Аш-Шехри, Ваиль Аш-Шехри и Сатам Ас-Суками. В 06:52 пилот-захватчик рейса UAL175 (который позднее уничтожит Южную башню ВТЦ) Марван аш-Шеххи (он в тот момент тоже находился в аэропорту Логан) позвонил Атте со встроенного в аэропорту телефона и сообщил ему, что планы атаки остаются в силе.
Из-за того, что Атта и Аль-Омари прилетели из другого города, их багаж проверять не стали, и захватчики без помех зарегистрировались. После регистрации служащие аэропорта забыли загрузить на борт рейса 011 багаж Мухаммеда Атты. У Ас-Суками и обоих Аш-Шехри багаж был проверен (Ваиль Аш-Шехри и Ас-Суками зарегистрировали по одной сумке) и они без проблем прошли регистрацию.
В 07:40 все 5 захватчиков заняли места на борту самолёта. Атта занял место 8D в бизнес-классе; в бизнес-классе также расположились Аль-Омари (место 8F), Ас-Суками (место 10В) и оба Аш-Шехри (места 2А и 2В). Согласно плану, рейс 011 должен был вылететь в 07:45, но только через минуту от расписания самолёт начал движение к коридору, а в 07:50 вырулил на ВПП. В 07:59 EST рейс AAL11 вылетел из Бостона.

### Захват
Комиссия по расследованию событий 11 сентября 2001 года установила, что захват самолёта начался в 08:14. В 08:13:29, когда лайнер пролетал над центральным Массачусетсом на эшелоне FL260 (7900 метров), пилоты совершили поворот 20° вправо и сообщили об этом в Бостонский центр воздушного управления (англ. Boston Air Route Traffic Control Center) (Бостонский ARTCC). В 08:13:47 ARTCC дало команду экипажу рейса 011 набрать крейсерский эшелон FL360 (10 950 метров), но эта команда не была выполнена. Комиссия 9/11 считает, что братья аш-Шехри, сидевшие в непосредственной близости перед кабиной пилотов, напали на двух стюардесс, готовившихся к обслуживанию салона, после чего получили доступ в кабину и убили пилотов, позволив Мухаммеду Атта взять на себя управление лайнером. В 08:16 лайнер, находясь на эшелоне FL290 (8850 метров), неожиданно сошёл с курса. ARTCC пытался связаться с лайнером, но все попытки оказались неудачными. В 08:21 транспондер отключился и метка рейса AAL11 исчезла с радаров.
В 08:23:38 Бостонский центр УВД принял сообщение:

У нас есть несколько самолётов. Просто сидите тихо, и с вами всё будет в порядке. Мы возвращаемся в аэропорт.Оригинальный текст (англ.)We have some planes. Just stay quiet and you'll be okay. We are returning to the airport.

Авидиспетчер дважды переспросил: «Кто пытается связаться со мной?»; «American 11, это вы пытаетесь выйти на связь?». В 08:24:56 было получено следующее сообщение:

Никому не двигаться! Всё будет в порядке! Если вы попытаетесь сделать что-либо, вы подвергнете опасности себя и самолёт. Просто сидите тихо!Оригинальный текст (англ.)Nobody move! Everything will be okay! If you try to make any moves, you'll endanger yourself and the airplane. Just stay quiet!

Мухаммед Атта пытался сделать объявление заложникам, но перепутал кнопки и случайно связался с авиадиспетчерами. В 08:26 приблизительно над Вурхенсвиллем (штат Нью-Йорк), самолёт сделал разворот на 100° на юг и направился в сторону Нью-Йорка.
В 08:33:59 диспетчеры услышали третье сообщение голосом Мухаммеда Атты:

Никому не двигаться, пожалуйста! Мы возвращаемся в аэропорт. Не пытайтесь сделать каких-либо глупостей.Оригинальный текст (англ.)Nobody move, please! We are going back to the airport. Don't try to make any stupid moves.

В 08:37 пилоты рейса UAL175, который впоследствии также был захвачен, наблюдали рейс AAL11 и сообщили диспетчеру о его местонахождении и курсе. В 08:37:08 рейс 011 начал снижение с эшелона FL290 с вертикальной скоростью 16 м/с и в 08:43 совершил разворот на Манхэттен.

### Реакция военных
После многочисленных неудачных попыток связаться с самолётом и получения сообщения «Мы захватили самолёты…», диспетчер решил, что самолёт захвачен. Он уведомил своего непосредственного руководителя, который, в свою очередь, сообщил руководству, что захваченный самолёт направляется в зону ответственности Нью-Йоркского центра. В 08:32 центр FAA в Херндоне сообщил о захваченном самолёте в штаб-квартиру FAA.
В 08:37:52 Бостонский центр управления воздушным движением, проигнорировав принятый протокол, связался с Северо-Восточным сектором (NEADS) Командования ПВО Североамериканского континента (NORAD) в городе Роме (штат Нью-Йорк). NEADS по тревоге подняли два истребителя F-15 с базы ВВС США Отис на перехват рейса 011. Но истребители взлетели в 08:53, через 7 минут после того, как рейс 011 врезался в Северную башню ВТЦ.
Поскольку радиолокационный ответчик рейса 011 был отключён, пилоты истребителей не знали о его направлении и курсе на перехват. Несколько минут в NEADS потратили на ожидание, что рейс 011 появится на их радарах. NORAD получил предупреждение об угоне лайнера за 9 минут до катастрофы.

### Телефонные звонки
Мы очень быстро спускаемся… мы в полном раздрае. О, Боже, мы очень низко!Оригинальный текст (англ.)We are in rapid descent… we are all over the place. Oh, my God, we are too low!
— Мэделин Э. Суини, стюардесса рейса AAL11, незадолго до катастрофы
Стюардессы Мэделин Э. Суини и Бетти Э. Онг смогли связаться с базой American Airlines и сообщили, что стюардессам Барбаре Дж. Арестеги и Карен Э. Мартин и одному пассажиру (Даниэлю Левину) были нанесены ножевые ранения. Левин ранее служил в элитном израильском подразделении «Сайерет Маткаль»; неизвестно, напали ли на него угонщики из-за того, что он был израильтянином, или это было совпадение. В 2002 году FAA сообщало, что, вероятно, Левин попытался противодействовать угонщикам (Мухаммед Атта и Абдулазиз аль-Омари сидели перед Левиным, занимавшим место 9B), но был убит Сатамом ас-Суками, который занимал место непосредственно за ним.
Бетти Э. Онг также сообщила некоторые подробности оперативному центру American Airlines. В ходе четырёхминутного звонка она сообщила, что связь с кабиной пилотов прервана, доступ в неё перекрыт, а один из пассажиров ранен. Также она сообщила, какие места занимали угонщики, что позднее позволило их идентифицировать:

ОК, моё имя Бетти Онг. Я [стюард] № 3 на рейсе 11. Наш № 1 заколот ножом. Наша старшая тоже получила ножевые ранения. Никто не знает, кто из них это сделал, и мы даже не можем попасть в бизнес-класс, поскольку никто не может дышать. И мы не можем подойти к двери в кабину пилота, так как она не открывается.Оригинальный текст (англ.)Okay, my name is Betty Ong. I'm [Flight Attendant] Number 3 on Flight 11. Our Number 1 got stabbed. Our purser is stabbed. Nobody knows who stabbed who and we can't even get up to business class right now because nobody can breathe. And we can't get to the cockpit, the door won't open.
— Бетти Э. Онг, стюардесса рейса AAL11

## Катастрофа
В 08:46:40 EST рейс AAL11 (под управлением Мухаммеда Атты) на скорости около 440 миль в час (710 км/ч) врезался в Северную башню Всемирного торгового центра (WTC 1). Имея на борту 38 000 литров авиатоплива, лайнер нанёс удар в сектор между 93-м и 99-м этажами.
Катастрофа рейса American Airlines-011 стала первой в тот день. Все находившиеся на его борту 11 членов экипажа и 76 пассажиров погибли. Поскольку катастрофа произошла в самом центре одного из крупнейших мегаполисов, свидетелями катастрофы стало множество людей, многие даже смогли снять её на фото- и видеокамеры. Лейтенант NYFD Уильям Уолш (англ. William Walsh, впоследствии снялся в документальном фильме 9/11) сказал:

Мы были поражены — мы видели, что он снижался, но при этом не издавал звуков, свидетельствовавших о неисправностях. Мы не могли понять, почему самолёт American Airlines летит так низко над Манхэттеном. Мы думали, что он совершит посадку на Гудзон. Но внезапно самолёт выровнялся, и направился прямо в сторону ВТЦ. На несколько мгновений до столкновения нам показалось, что самолёт начнёт набирать высоту. Нам ничего не оставалось, как наблюдать дальнейшие движения самолёта. И вдруг, бум! Самолёт исчезает в торговом центре.Оригинальный текст (англ.)We were under the impression – he looked like he was going down, but we didn't hear any mechanical difficulty. We couldn't figure out why an American Airlines plane would be so low in downtown Manhattan. We sort of expected him to veer off and go into the Hudson. But he just rose a little bit, his altitude, leveled off, and he was headed straight for the Trade Center. So just before he got to the Trade Center, it seemed as though he gained power. We were just watching this airplane on target for the World Trade Center. All of a sudden, boom! He disappears into the Trade Center.

### Чрезвычайная ситуация
Первые новости о катастрофе появились на телеканалах уже в 08:48:

Да. Это правда. Вы смотрите чрезвычайно тревожную прямую передачу. Это Всемирный торговый центр, и по неподтверждённым сообщениям, этим утром в одну из башен Всемирного торгового центра врезался самолёт. Центр CNN прямо сейчас начал работу по этому событию, мы призвали все наши источники и пытаемся выяснить, что же там происходит, но определённо что-то ужасное случилось сегодня утром на южной оконечности острова Манхэттен. И ещё раз, вы смотрите на Всемирный торговый центр.Оригинальный текст (англ.)Yeah. This just in. You are looking at obviously a very disturbing live shot there. That is the World Trade Center, and we have unconfirmed reports this morning that a plane has crashed into one of the towers of the World Trade Center. CNN Center right now is just beginning to work on this story, obviously calling our sources and trying to figure out exactly what happened, but clearly something relatively devastating happening this morning there on the south end of the island of Manhattan. That is once again, a picture of one of the towers of the World Trade Center.
— Кэрол Лин, CNN, 08:50
Позже, после звонка в студию от вице-президента CNN Шона Мерта, стало известно о попадании пассажирского самолёта в Северную башню ВТЦ. Из-за этого события все регулярные телевизионные передачи были отменены. В момент тарана Северной башню ВТЦ президент США Джордж Буш-младший находился в начальной школе Эммы Букер (Сарасота, Флорида). До того момента, когда 17 минутами позже в Южную башню ВТЦ врезался рейс United Airlines-175, большинство новостных каналов называли таран Северной башни ВТЦ авиакатастрофой.
Французский кинематографист Жюль Ноде (фр. Jules Naudet) и чешский иммигрант Павел Хлава (чеш. Pavel Hlava) независимо друг от друга случайно засняли на видео, как рейс 011 врезался в Северную башню ВТЦ. Веб-камера, установленная Вольфгангом Сталом на выставке в Бруклине и делающая 1 кадр в 4 секунды, также запечатлела это событие.
После тарана рейса 011 Северная башня загорелась и через 102 минуты после этого (в 10:28) обрушилась. Хотя удар самолёта нанёс повреждения, главную роль в обрушении сыграло горящее авиатопливо. Оно выплеснулось из разрушенных топливных баков лайнера внутрь здания и загорелось, вызвав сильный пожар. Во время обрушения башни погибли сотни работников спасательной бригады, спасавших живых людей, находившихся в здании.

### Жертвы
В результате тарана погибли 92 человека на борту самолёта и 1366 человек в самой башне. Больше всех сотрудников (658) потеряла компания «Cantor Fitzgerald», располагавшаяся на 101—105 этажах здания.
Разрушения, вызванные ударом самолёта, перекрыли все пути эвакуации из поражённой зоны здания и этажей, располагавшихся выше. Все лестницы и лифтовые шахты, находившиеся выше 92 этажа, были разрушены (в отличие от Южной башни, которую рейс United Airlines 175 протаранил под углом, и где продолжала действовать одна лестница). 1366 человек погибли на этажах в районе и выше зоны попадания самолёта. По данным Комиссии 9/11, сотни человек погибли непосредственно в момент удара, а остальные, оказавшиеся запертыми на верхних этажах, погибли от огня и дыма или в момент разрушения здания. Некоторые выпрыгивали из окон.

## Последствия
.
В результате катастрофы были уничтожены следующие офисы:
Примечание: Этажи, отмеченные  красным , оказались в зоне удара самолёта. Этажи, помеченные  серым . оказались отрезанными от других этажей, так как самолёт уничтожил все лестничные спуски и лифтовые шахты
| Fl# | Companies |
| --- | --- |
| 110 | Channel 2 (WCBS), Channel 4 (WNBC) Channel 5 (WNYW), Channel 7 (WABC), Channel 9 (WWOR), Channel 11 (WPIX), Channel 13 (WNET), Channel 31 (WPXN), Channel 47 (WNJU), WKCR-FM, WPAT-FM, WNYC-FM, WKTU-FM |
| 109 | Механический этаж |
| 108 | Механический этаж |
| 107 | World Trade Club, Greatest Bar on Earth, Cointreau, Hotel and Restaurant Employees International |
| 106 | Windows on the World, Hotel and Restaurant Employees International, Pfizer Inc., Reuters |
| 105 | Cantor Fitzgerald, ESpeed, Genuity |
| 104 | Cantor Fitzgerald, Channel 4 (WNBC), ESpeed, UmeVoice |
| 103 | Cantor Fitzgerald, ESpeed |
| 102 | Cantor Fitzgerald, Nishinippon Bank, Alliance Consulting Group, «Paine Webber» |
| 101 | Cantor Fitzgerald, Kidder, Peabody & Co., ESpeed, Boomer Esiason Foundation |
| 100 | Marsh & McLennan Companies |
| 99  | Marsh & McLennan Companies |
| 98  | Marsh & McLennan Companies |
| 97  | Marsh & McLennan Companies |
| 96  | Marsh & McLennan Companies, Colgate-Palmolive |
| 95  | Marsh & McLennan Companies, Ford |
| 94  | Marsh & McLennan Companies, Marsh Private Client Services |
| 93  | Marsh & McLennan Companies, Fred Alger Management |
| 92  | Credit Agricole, Carr Futures |
| 91  | American Bureau of Shipping, Meyers Pollok Robbins, New Japan Securities International, Shiga Bank |
| 90  | American TCC International Group, Chugoku Bank, Dun & Bradstreet (UB) |
| 89  | Barcley Dwyer, CIIC Group (USA), Daehan International, Drinker Biddle & Reath, Metropolitan Life Insurance Company, Mutual International Forwarding, Strategic Communications Group, Wai Gao Qiao USA, Wall Street Planning Association, Banco LatinoAmericano de Exportaciones Sud America (UB), Italian Wine & Food Institute, Jun He Law Offices (UB), Majestic Star Yacht Chartering, Tokyo Securities Company, Cosmos Services America, Inc. |
| 88  | Julien J. Studley, Viking Sea Freight, WTC Construction Manager |
| 87  | May Davis Group, Bank of Kinki, Okasan Securities (UB), Thor Technologies |
| 86  | Julien J. Studley, Alan Anthony (UB), Asiatic Chemical, Society of Satellite Professionals International, Trading Technologies |
| 85  | SMW Trading Corporation, Thermo Electron, Chicago Investment Group, Hyakugo Bank, Ohrenstein & Brown |
| 84  | Bright China Capital, David Peterson Law Offices, KITC, LG Securities America, San-In Godo Bank, TEMENOS USA, Unicom Capital Advisors, Blue Star Line North America, Daehan Investment Trust Company, Fukuoka City Bank |
| 83  | eMeritus Communications, General Telecommunications, Global Crossing Holdings, Lava Trading, Taipei Bank, Ameson Education and Culture Exchange Foundation (UB), Toho Bank, TTA, Wako Securities America |
| 82  | New York Metropolitan Transportation Council (CS), DMJM Harris |
| 81  | Bank of America, Network Plus, New Continental Enterprises, Blue Star Line North America (?UB), Network Plus Corporation |
| 80  | Agricor Commodities Corporation, Intrust Investment Realty, Noga Commodities Overseas, Shizuoka Bank, The Beast.com, RLI Insurance Company, Bank of Yokohama, Noga Hotels New York, Zenshinren Bank |
| 79  | Daynard & Van Thunen Company, First Liberty Investment Group, International Office Centers Corporation/Alliance Business Centers Network (notes), Nikko Securities, Okato Shoji Company International, Securant Technologies, Iyo Bank, Association of Independent Recruiters |
| 78  | Sky lobby, Avenir, Baltic Oil Corporation, Cedar Capital Management Associates, Cheng Cheng Enterprises Holdings, Geiger & Geiger, Hyundai Securities (America), International Trade Centre, Korea Local Authorities Foundation for International Relations, Meridian Ventures Holdings, Pacrim Trading & Shipping, ThinkPath, Traders Access Center, Atinav Avenue, Korea Local Government Center, Partner Reinsurance Company, Thai Farmers Bank (UB), Verona Fair Organization US Representative |
| 77  | Hal Roth Agency, Jun He Law Offices (CS), Martin Progressive, Newey International Corporation, World Trade Centers Association, Alliance Continuing Care Network, Kühne & Nagel, Partner Reinsurance Company |
| 76  | Механический этаж |
| 75  | Механический этаж |
| 74  | Morgan Stanley |
| 73  | Morgan Stanley |
| 72  | Morgan Stanley |
| 71  | Morgan Stanley |
| 70  | Morgan Stanley |
| 69  | Morgan Stanley |
| 68  | Morgan Stanley |
| 67  | Morgan Stanley |
| 66  | Morgan Stanley, FMC Corporation techical Services |
| 65  | Boeing Aviation Technical Services, Newark Liberty International Airport, Morgan Stanley |
| 64  | Morgan Stanley |
| 63  | Airport Access Program, Morgan Stanley |
| 62  | CARR Futures (?UB), Morgan Stanley |
| 61  | Access to the Region’s Core (ARC), Morgan Stanley |
| 60  | Asahi Bank, Morgan Stanley |
| 59  | Sidley Austin Brown & Wood (legacy offices of merger partner Brown & Wood), Morgan Stanley |
| 58  | Sidley Austin Brown & Wood |
| 57  | Sidley Austin Brown & Wood |
| 56  | Sidley Austin Brown & Wood |
| 55  | Pace University, World Trade Institute of Pace University, Benchmark Hospitality at Pace University (now Downtown Conference Center at Pace University) |
| 54  | Sidley Austin Brown & Wood |
| 53  | AIG Aviation Brokerage, Bank of Taiwan, Bramax Manufacturing Corporation (CS) China Resource Products USA, Keenan, Powers & Andrews, Lo, Curto & Funk, Natural Nydegger Transport Corporation, Pacrim Trading & Shipping, Pure Energy Corporation, Broadview Networks, French Embassy Financial Services, JACOM Corporation, TripleHop Technologies |
| 52  | Gayer, Shyu & Wiesel, Hill, Betts & Nash, Howly (US) Corporation, Leeds & Morrelli, Okasan International (American) (CS), RGL Gallagher PC, Richard A. Zimmerman, TEMENOS USA, Williams Capital Group, Bramax Manufacturing Corporation (?UB), IFG East, Elevator Hall |
| 51  | AT&T Corporation, C&P Press, Chilean Government Trade Bureau, Chilean National Petroleum Company, Chilean Production Promotion Center, Chilean Trading Corporation, TradeWeb |
| 50  | Dai-Ichi Kangyo Trust Company of New York, DKB Securities Corporation |
| 49  | Dai-Ichi Kangyo Trust Company of New York, Dai-Ichi Kangyo Bank, Overseas Union Bank (?UB), Pacific American Corporation (UB) |
| 48  | Dai-Ichi Kangyo Trust Company of New York, Dai-Ichi Kangyo Bank (?UB) |
| 47  | Pacific American Corporation (CS), American TCC International Group (?UB), G.Z. Stephens, National Futures Association, Quint Amasis, W.J. Export-Import, Adjusters International, Clear Forest Corporation |
| 46  | American Sino Trade Development Council, Auto Imperial Company, Blue Sky Technologies, Can-Achieve Consultants, Consolidated Steelex Corporation, Dahao USA Corporation, J&X Tans Trading Corporation International, Kanebo Information Systems Corporation, Meganet Management Consultants, Prospect International, Sinopec USA (CS), Suggested Open Systems, SunTendy America, T&T Enterprises International, Yong Ren America, American Freight Liners, Arab Chamber of Commerce, Bank of Yokohama, Charles Pan, China Chamber of Commerce, Computer Troubleshooters Metro NY/NJ, H. Taufiq Choudhury, Esq., LatinVision, Lief International USA (UB), Shipping Services Italia, Sumitomo Bank, View Trade |
| 45  | American Lota International, China Construction America, Dunavant Commodity Corporation, Employee Merit, Fertitta Enterprises, Martin A. Katz, CPA, Pure Energy Corporation, Sassoons Inc, Security Traders Association, Software Research Associates America, Streamline Capital, The Company Store, BAO Hercules, Bramax Manufacturing Corporation (UB), Ching Fong Investment Company New York, Cousin D&N, F.E. Wallace & Co., HS Futures, Hyundai Securities Company, Johnson Enterprises (?UB), S. Stern Custom Brokers |
| 44  | Sky lobby, New York Society of Security Analysts, Market Technicians Association |
| 43  | — |
| 42  | Механический этаж |
| 41  | Механический этаж |
| 40  | Lehman Brothers, Commerzbank Capital Markets |
| 39  | Lehman Brothers, Cultural Institutions Retirement Systems, Overseas Union Bank, Xcel Federal Credit Union, Tai Fook Securities, Circle International, Northern Trust International Banking Corporation (UB), Sun Hung Kai Securities |
| 38  | Lehman Brothers, Regional Alliance for Small Contractors, Turner Construction Company |
| 37  | Commodity Futures Trading Commission, Government of Thailand, S. Stern Custom Brokers (?UB), Thai Trade Center, Thai Board of Investment, Thai Office of the Economic Counselor |
| 36  | Kemper Insurance Companies |
| 35  | Kemper Insurance Companies, Anne Pope Law Offices |
| 34  | Royal Thai Embassy Office (UB), Port Commerce Department, Port Authority, Thailand Tourism Authority |
| 33  | Berel & Mullen, China Daily Distribution Corporation, Data Transmission Network Corporation, Hu Tong International Company, Koudis International (CS), MANAA Trading Group, MIS Service Company, Rachel & Associates, Serko & Simon, Golden King, American Bright Signs, China United Trading Corporation, Excel Shipping, Korean Associates Securities, Lunham & Reeve, Rohde & Liesenfeld (?UB) |
| 32  | Banco LatinoAmericano de Exportaciones (BLADEX) (CS), Chang Hwa Commercial Bank, Rohde & Liesenfeld, Cantor Fitzgerald International (UB), Koudis International (?UB) |
| 31  | Port Authority of New York and New Jersey, EmpireBlue |
| 30  | — |
| 29  | China Patent and Trademark Agent USA, World Travel, Seth Shipping Corporation, Taipei Bank (?UB), ZimAmerican Israeli Shipping Company (UB) |
| 28  | Port Authority of New York and New Jersey, EmpireBlue |
| 27  | Bangkok Metropolitan Bank, EmpireBlue, Sinopec USA (UB) |
| 26  | Garban Intercapital |
| 25  | Garban Intercapital, R.H. Wrightson & Associates, Cote d’Ivoire Embassy Commercial Counselor, EXCO USA International, Harold I. Pepper Company |
| 24  | Empire Health Choice, Port Authority of New York and New Jersey, Dominican Republic Export Promotion Center, Electric Paper, RN Forwarding |
| 23  | Empire Health Choice |
| 22  | Cheng Xiang Trading USA, Chicago Board Options Exchange Corporation, G.C. Services, Gold Sky, Kaiser Overseas, Karoon Capital Management, MLU Investment, P. Wolfe Consultants, Tai Fook Securities, The SCPIE Companies, Unicom Capital Advisors, AMROC International Company, Central Trust of China, China Steel Company, New York Metropolitan Transportation Council (UB), SySoft e-Business Lab, Security Command Center |
| 21  | Avesta Computer Services, Continental Logistics, Dongwon Securities Company, Dr. Tadasu Tokumaru, M.D., Friends Ivory & Sime, Friends Villas Fischer Trust, Infotech Commercial Systems, Roman V. Popik Law Offices, Lief International (CS), Tower Computer Services, United Seamen’s Service (USS-AMMLA), 1 Stop Investment Advice, Brauner International Corporation, Cat Technology, International Cobal, J.D. Smith Customs Broker, Marc Commodities, Regional Alliance for Small Contractors (?UB), United Hercules (UB) |
| 20  | Empire Health Choice, Rohde & Liesenfeld |
| 19  | Empire Health Choice, Port Authority of New York and New Jersey, Adams McFarlane LLC (NexxtHealth), Excel Shipping, HZ Bernstein Air Freight, Leading Forwarders |
| 18  | Neovest |
| 17  | ZimAmerican Israeli Shipping Company (CS), Empire Health Choice, ABC International, Masterpiece International, Nippon Express USA |
| 16  | ZimAmerican Israeli Shipping Company (CS), California Bank & Trust, Ramon International Insurance Brokers (ZimAmerican), Seven Star Lines |
| 15  | Landmark Education Corporation, Continental Forwarding, Gringsby Brandford & Co., H.W. Robinson & Co., John F. Kilroy |
| 14  | Instinet, Dun & Bradstreet (CS), Port Authority of New York and New Jersey, Aeolian Shipping Company, C. Allen & Co., Hirshbach & Smith, S. Stern CHB, VanderGrift Forwarding |
| 13  | Instinet |
| 12  | Lafayette Shipping Company |
| 11  | Bank of America, Porcella Vicini & Co., Primark Decision Economics, DRI-WEFA, Frederick Henjes, Raymond James & Associates, Tes USA (UB) |
| 10  | Bank of America, Export Import Service, Hauser Air Corporation |
| 9   | Bank of America, Foreign Credit Insurance Association |
| 8   | Механический этаж |
| 7   | Механический этаж |
| 6   | — |
| 5   | Gayer, Shyu & Wiesel |
| 4   | — |
| 3   | Port Authority of New York and New Jersey, W.R. Hambrecht |
| 2   | — |
| L   | Avis, Delta Air Lines, Olympia Airport Express |
| C   | Ann Taylor Loft, NY Coffee Station, Strawberry, Menchanko-Teikeionos |

Поисковые работы начались через несколько дней после теракта. Стало известно, что террористы использовали пластиковые наручники для сдерживания пассажиров на местах. В течение года были опознаны останки 33 погибших. К 2006 году были определены останки ещё 2 жертв рейса 011, в том числе стюардессы Карен Э. Мартин, обнаруженных в Граунд-Зиро (зоне разрушения ВТЦ). В апреле 2007 года новая технология по распознаванию (ДНК) определила останки ещё одного погибшего. Тела двух угонщиков рейса 011 также были найдены в Граунд-Зиро.
В авиакатастрофе сохранился пропитанный авиатопливом паспорт Сатама Ас-Суками; его нашёл прохожий, который отдал документ в Департамент полиции Нью-Йорка (NYPD). Забытый в аэропорту Логан багаж Мухаммеда Атты был вскрыт, в нём были обнаружены:
- паспорт Абдулазиза Аль-Омари,
- водительское удостоверение того же Аль-Омари,
- видеокассета для авиасимулятора на Boeing 757,
- складной нож,
- перцовый аэрозоль.

Несколько месяцев спустя лидер «Аль-Каиды» Усама бен Ладен взял всю ответственность за теракты на себя. Бен Ладен признался, что не ожидал полного разрушения ВТЦ.
Оба бортовых самописца рейса 011 так и не были найдены.

### Современный рейс
Номер рейса был изменён, и теперь по этому маршруту в это же время летает рейс AAL25 (совершает его лайнер Boeing 737-800). Над выходом B32, от которого отправился в свой последний полёт рейс 011, установлен американский флаг.

## Культурные аспекты
Теракт рейса AAL11 показан в 1 сезоне канадско-британского документального телесериала Час Икс в серии Последний час полёта рейса 011.

### Комментарии
1. ↑  Гражданство всех пяти угонщиков не указано
2. ↑  Здесь и далее указано Североамериканское восточное время — EST